# Richard William Smith
Richard William Smith (ur. 28 kwietnia 1959 w Halifaksie) – kanadyjski duchowny katolicki, w latach 2007–2025 arcybiskup Edmonton, arcybiskup Vancouver (od 2025).

## Życiorys
Święcenia kapłańskie otrzymał 23 maja 1987 i został inkardynowany do archidiecezji Halifax. Pełnił funkcje duszpasterskie m.in. w Truro, Halifaksie i w Sheet Harbour. W latach 1990–1991 był także duszpasterzem ludności francuskojęzycznej w Halifaksie. W 2001 otrzymał nominację na wikariusza generalnego archidiecezji.

### Episkopat
27 kwietnia 2002 został mianowany biskupem diecezji Pembroke. Sakry biskupiej udzielił mu 18 czerwca 2002 abp Marcel André Gervais.
22 marca 2007 papież Benedykt XVI mianował go arcybiskupem Edmonton. Ingres odbył się 1 maja 2007.
W latach 2009–2011 pełnił funkcję wiceprzewodniczącego, zaś w latach 2011-2013 przewodniczącego Konferencji Episkopatu Kanady.
25 lutego 2025 został mianowany arcybiskupem metropolitą Vancouver. Ingres odbył 23 maja 2025. Paliusz otrzymał z rąk papieża Leona XIV w dniu 29 czerwca 2025.